# Jacques-Alain Miller

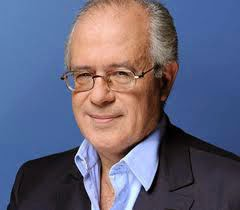
Jacques-Alain Miller

Jacques-Alain Miller (* 14. Februar 1944 in Châteauroux) ist ein französischer Psychoanalytiker und Autor zahlreicher Werke zur Psychoanalyse nach Sigmund Freud und Jacques Lacan. Er ist Mitbegründer der École de la cause freudienne, Gründer der Association mondiale de psychanalyse (AMP) und alleiniger Herausgeber der Seminare und Schriften sowie Testamentvollstrecker seines Schwiegervaters Jacques Lacan.

## Leben
Miller ist der Sohn von Eve Milecka und dem Röntgenarzt Jean Miller, sowie Bruder des französischen Psychoanalytikers, Schriftstellers und Schauspielers Gérard Miller. Jacques-Alain Miller besuchte zunächst das Lycée Charlemagne, das Lycée Janson de Sailly und die Eliteschule Lycée Louis-le-Grand. Danach studierte er bei Louis Althusser an der École normale supérieure Paris. Zu seinen Kommilitonen zählten u. a. Étienne Balibar, Pierre Macherey, François Regnault, Robert Linart and Jean-Claude Milner. Miller bestand die Agrégation de philosophie und erlangte somit eine außerordentliche Professur. 1960 besuchte er die Vorlesungen von Roland Barthes an der École pratique des hautes études, wo ab 1964 auch Jacques Lacan unterrichtete. An den Seminaren von Lacan beteiligte sich Miller zunächst mit Fragen, später auch mit ganzen Redebeiträgen. In den Sommerferien 1964 lud Lacan Miller dann in sein Landhaus La Prévôté in Guitrancourt ein, wo dieser die Abschriften von Lacans frühen Seminaren Korrektur las.
Während eines späteren Aufenthalts in Guitrancourt begann Miller eine Beziehung mit einer Tochter Lacans, Judith Lacan, die er 1966 heiratete. Im selben Jahr wurden Lacans gesammelte Schriften, die Écrits, veröffentlicht, für die Jacques-Alain Miller ein Begriffsverzeichnis anlegte. Ebenfalls 1966 gründete Miller die Zeitschrift Cahiers pour l'Analyse, zu deren Herausgebern Alain Grosrichard, François Regnault, Jean-Claude Milner und später auch Alain Badiou gehörten. Von 1973 bis 1981 lehrte er an der Universität Paris VIII. In seinen Kursen, die Miller bis 2011 unter dem Titel „L'Orientation lacanienne“ fortsetzte, widmete er sich der Interpretation, Aktualisierung und Weiterentwicklung der Lehren Freuds und Lacans im Sinne einer „Rückkehr zur klinischen Praxis“. Auf Jacques-Alain Miller geht das in der Lacan'schen Psychoanalyse gebräuchliche Konzept der „gewöhnlichen Psychose“ – im Unterschied zur „außergewöhnlichen“, d. h. manifesten bzw. ausgelösten Psychose – zurück. Zu seinen Schülern zählen u. a. Éric Laurent und Slavoj Žižek.
Ab 1981 leitete er die École de la cause freudienne, eine Vereinigung lacan'scher Psychoanalytiker. 1992 war er Gründer der Association mondiale de psychanalyse (AMP), auf englisch World Association of Psychoanalysis (WAP). Miller publiziert die Seminare und Schriften Jacques Lacans. Seine eigenen Schriften wurden in zahlreiche Sprachen übersetzt, u. a. ins Englische, Deutsche, Spanische, Italienische, Portugiesische, Hebräische und Russische.

## Schriften (Auswahl)
Auf Deutsch:
- Die Erotik der Zeit – und andere Texte über das Genießen. Aus dem Französischen von Mathias Althaler. Turia + Kant, Wien/Berlin 2021, ISBN 978-3-98514-006-0.

Auf Französisch:
- Lettres à l'opinion éclairée. Le Seuil, Paris 2002, ISBN 978-2-02-053358-4.
- Un début dans la vie. Le Promeneur, Paris 2002, ISBN 978-2-07-076495-2.
- Le Neveu de Lacan. Satire. Verdier, Paris 2003, ISBN 978-2-86432-390-7.
- mit Jean-Claude Milner: Voulez-vous être évalué ? Entretien sur une machine d'imposture. Grasset, Paris 2004, ISBN 978-2-246-66981-4.
- Lakant (Hrsg.). Huysmans 2004, ISBN 978-2-905040-43-5.
- L'Anti Livre noir de la psychanalyse (Hrsg.). Seuil, Paris 2006, ISBN 978-2-02-085774-1.
- L'os d'une cure. Navarin, Paris 2018, ISBN 978-2-916124-58-2.
  - auf Englisch: Analysis Laid Bare. Übersetzt von Alasdair Duncan. Lacanian press, New York 2023. ISBN 979-8396854000.
- La psychose ordinaire - La convention d'Antibes: La Convention d´Antibes (Hrsg.). Navarin, Paris 2018, ISBN 978-2-916124-56-8.
- Vie de Lacan. Navarin, Paris 2011, ISBN 978-2-916124-09-4.
- Lacan Redivivus. Navarin, Paris 2021, ISBN 978-2-916124-73-5.
- Comment finissent les analyses : Paradoxes de la passe. Navarin, Paris 2022, ISBN 978-2-916124-81-0.